# Geo-Naturpark Frau-Holle-Land

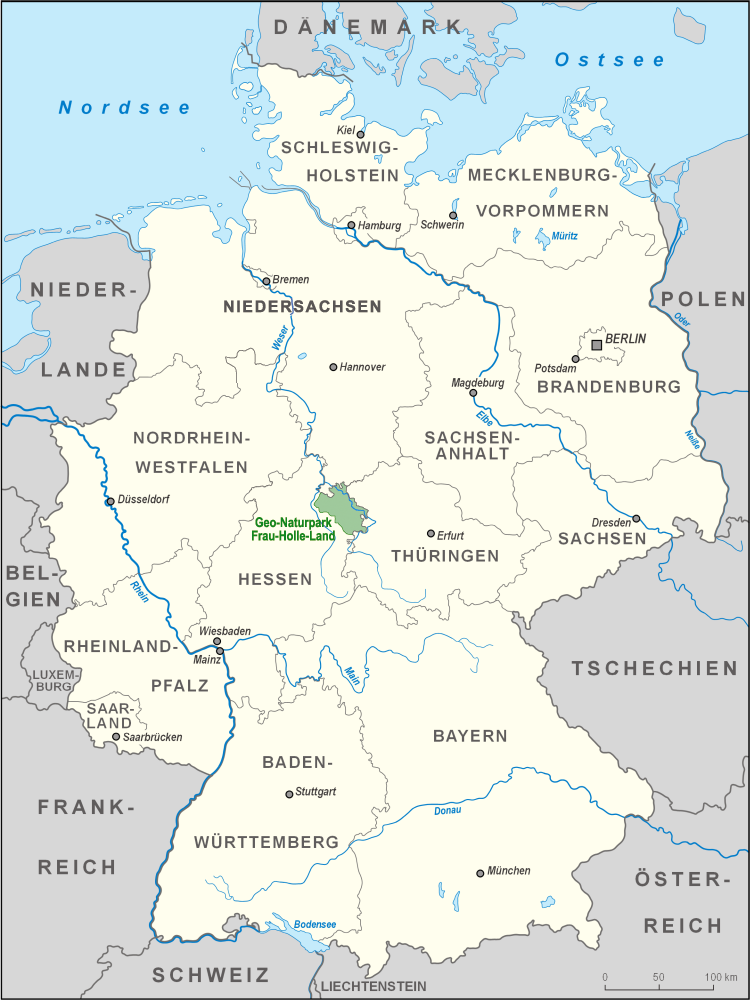
Lage des Geo-Naturparks Frau-Holle-Land

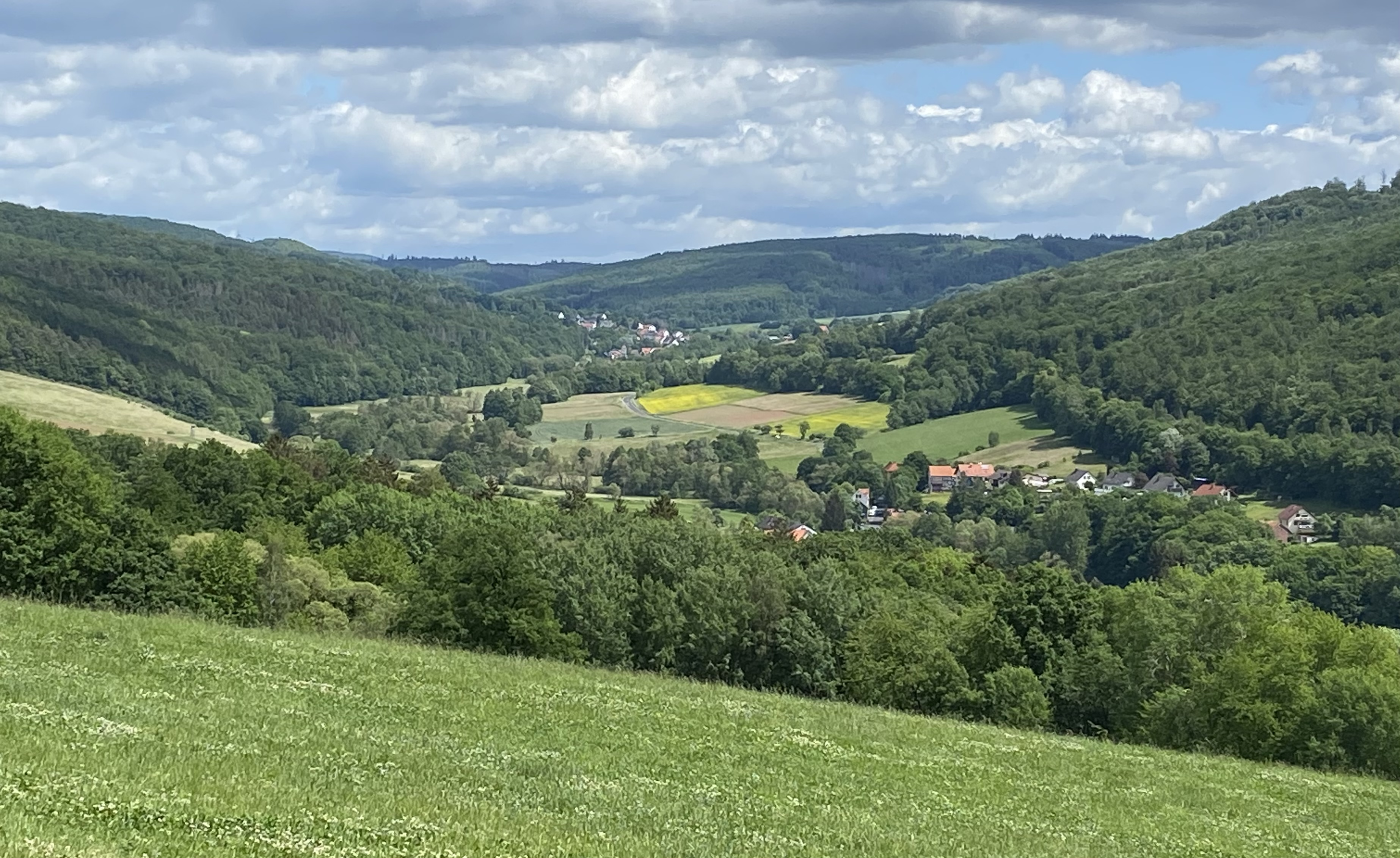
Tal der Mülmisch im Geo-Naturpark Frau-Holle-Land

Der Geo-Naturpark Frau-Holle-Land  ist ein etwa 1156 km² großer Geo- und Naturpark östlich bis südöstlich von Kassel im Landkreis Kassel, Werra-Meißner-Kreis und Landkreis Hersfeld-Rotenburg in Hessen (Deutschland).
Namenspate des Geo-Naturparks ist die Märchen- und Sagenfigur Frau Holle, deren Heimat unter anderem am im Park gelegenen Hohen Meißner liegen soll. Bis 18. Januar 2017 hieß er Naturpark Meißner-Kaufunger Wald.

## Geographie

### Lage
Der Geo-Naturpark umfasst Bereiche des Kaufunger Waldes, der Söhre, des Hohen Meißners, vom Tal der Werra, der Hessischen Schweiz, des Ringgaus sowie 2017 neu hinzugekommene Flächen um Sontra, Herleshausen, Nentershausen, Großalmerode und Hessisch Lichtenau sowie Cornberg.
Das Parkgebiet erstreckt sich vom Ostrand der Stadt Kassel bzw. dem dortigen Westrand von Nieste, Lohfelden, Fuldabrück, Söhrewald und Kaufungen in Richtung Osten über die Werra bei Bad Sooden-Allendorf, Eschwege, Meinhard und Wanfried hinaus bis zur hessisch-thüringischen Grenze; an der hessisch-niedersächsischen Grenze liegt im Norden – bereits im niedersächsischen Naturpark Münden – Hedemünden. Außerdem dehnt sich der Geo-Naturpark vom Neu-Eichenberger Ortsteil Hermannrode und Witzenhausen jeweils etwa im Norden sowie Nieste im Nordwesten bis nach Herleshausen und Nentershausen, Cornberg im Süden aus. Im Park liegen neben Wanfried, Eschwege und Bad Sooden-Allendorf unter anderem Ringgau, Sontra, Waldkappel, Berkatal, Meißner, Hessisch Lichtenau, Großalmerode und Söhrewald.
Der Geo-Naturpark grenzt im Norden zwischen dem Stadtgebiet von Witzenhausen – über das Gemeindegebiet von Nieste – und dem Gemeindegebiet von Niestetal an den Naturpark Münden und im Osten zwischen Herleshausen und Witzenhausen an den Naturpark Eichsfeld-Hainich-Werratal. An der Grenze zum zuletzt genannten Park stößt er an das entlang der ehemaligen innerdeutschen Grenze verlaufende Nationale Naturmonument Grünes Band Hessen bzw. das Grüne Band Deutschland.

### Berge

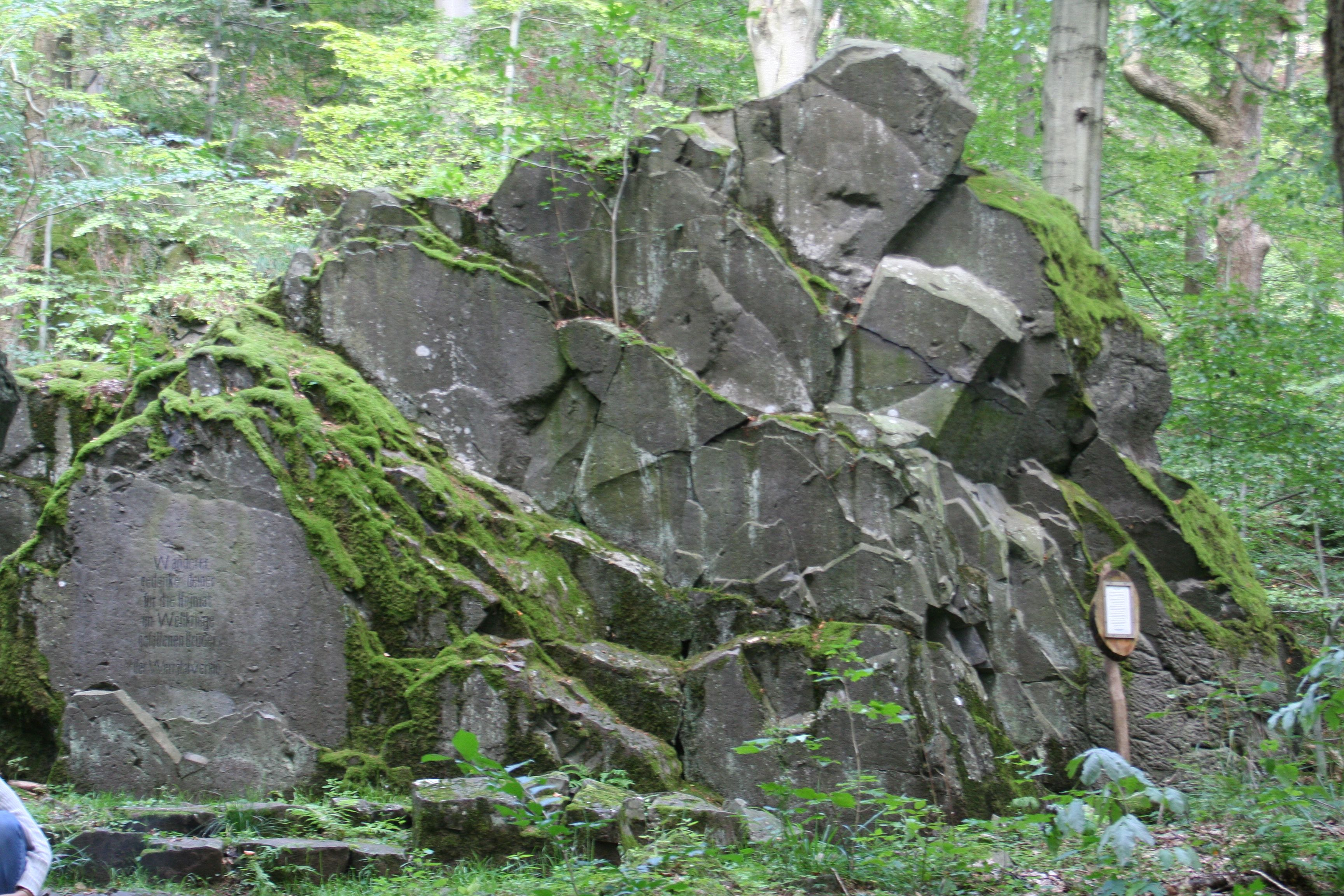
Seesteine am Hohen Meissner

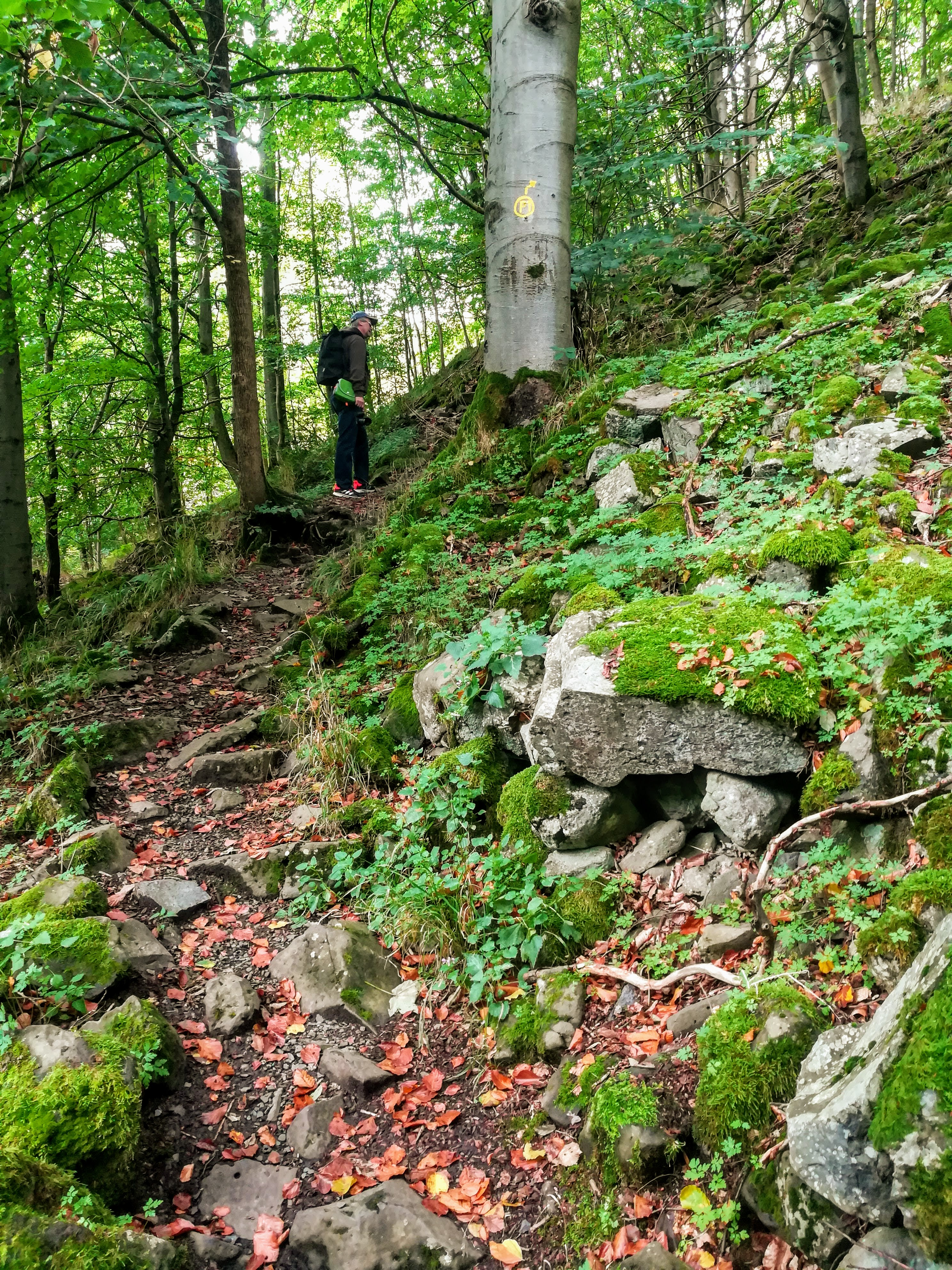
Moosbewachsener Basalt-Blockschutt

Zu den Bergen und Erhebungen des Geo-Naturparks gehören – sortiert abwärts nach Höhe in Meter (m) über Normalhöhennull (NHN):
| - Hoher Meißner (753,6 m)1 - Kalbe (719,5 m) - Hirschberg (643,4 m) - Bilstein (641,2 m) - Mühlenstein (607,2 m) - Steinberg (ca. 585 m) - Heiligenberg (583,4 m) - Eisberg (583,0 m) - Haferberg (580,4 m) - Langenberg (565,0 m) - Bühlchen (537,2 m) - Rohrberg (535,6 m) - Steinbergskopf (ca. 532 m) | - Bielstein (527,8 m) - Schwarzenberg (517 m) - Rabenkuppe (514,8 m) - Hässelkuppe (514,8 m) - Häringsnase (ca. 508 m) - Roggenberg (507 m) - Exberg (ca. 505,5 m) - Großer Belgerkopf (499,9 m) - Stellberg (ca. 495 m) - Kleiner Belgerkopf (ca. 490 m) - Michelskopf (ca. 485 m) - Eulenkammer (484 m) - Roßkopf (482,4 m) | - Ölberg (457,8 m) - Schorn (456,8 m) - Ziegenküppel (Stölzinger Gebirge) (445,4 m) - Badenstein (441,5 m) - Warpel (439,4 m) - Mäuseberg (415,4 m) - Ziegenküppel (Stolzhäuser Rücken) (405,8 m) - Gerholdsberg (ca. 355 m) - Mühlenkopf (352 m) - Mühlenberg (351,8 m) - Lindenberg (233 m) - Burgberg (215,2 m) |

   1 höchste Erhebung des Hohen Meißners ist die Kasseler Kuppe (753,6 m)

### Gewässer
Fließgewässer:
Zu den Fließgewässern an und innerhalb des Geo-Naturparks gehören (alphabetisch sortiert):
| - Berka - Diebachsgraben - Gelster - Hasel - Hergesbach - Losse - Männerwasser - Mülmisch - Nieste | - Oberrieder Bach - Setzebach - Sontra - Wahlebach - Wattenbach - Wedemann - Wehre - Werra - Wilhelmshäuser Bach |

Stillgewässer:

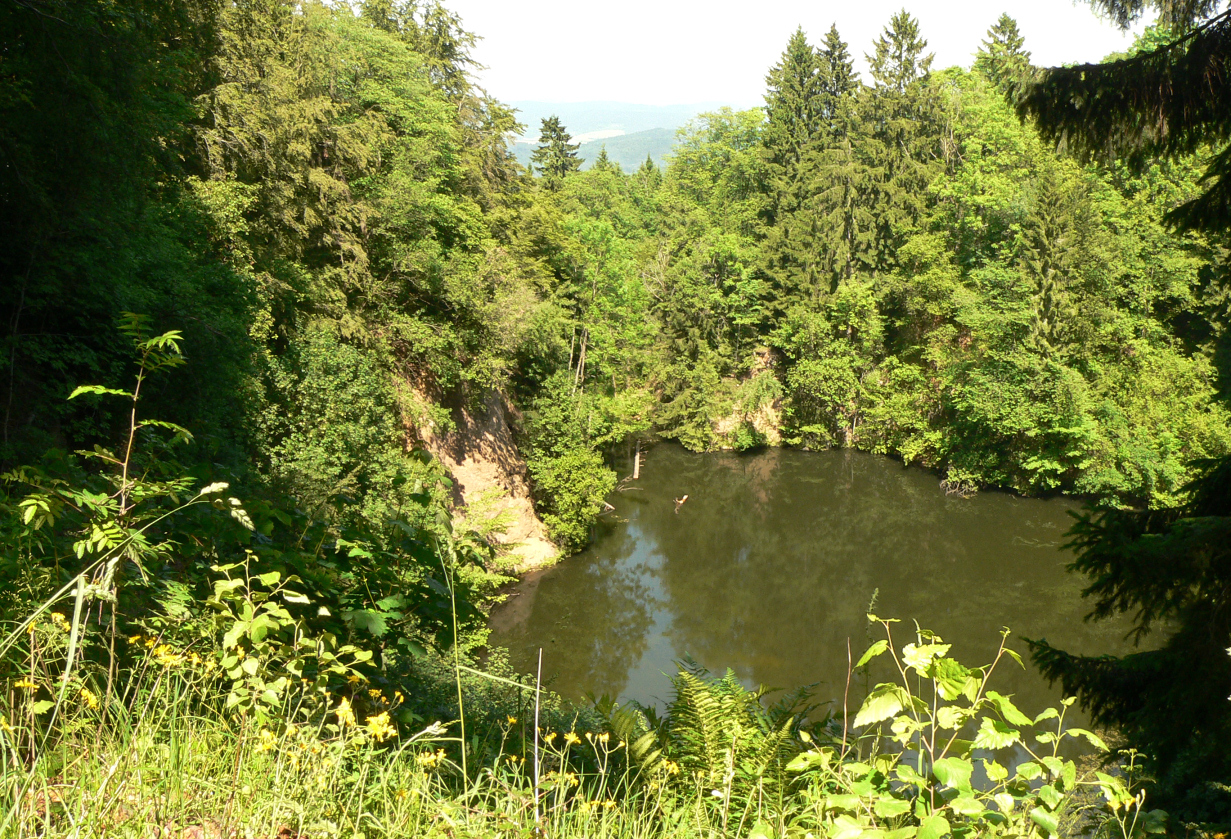
Roter See

Zu den Stillgewässern am oder im Geo-Naturpark gehören:
- Grüner See (Hundelshausen), bei Witzenhausen-Hundelshausen im Unteren Werrabergland
- Grüner See (Melsunger Bergland), bei Söhrewald-Eiterhagen im Melsunger Bergland
- Meinhardsee, im Tal der Werra bei Meinhard
- Roter See, nördlich des Langenbergs
- Steinbergseen, unmittelbar am Kleinen Steinberg
- Steinbergseen, direkt westlich des Steinbergs
- Stellbergsee, direkt am Stellberg
- Werratalsee, im Tal der Werra bei Eschwege und Meinhard

### Gemeinden
Die Gemeinden am oder im Geo-Naturpark (alphabetisch sortiert)
| - Bad Sooden-Allendorf - Berkatal - Cornberg - Eschwege - Fuldabrück - Großalmerode - Helsa - Herleshausen - Hessisch Lichtenau - Kaufungen - Lohfelden | - Meißner - Nentershausen - Neu-Eichenberg - Nieste - Niestetal - Söhrewald - Sontra - Waldkappel - Wanfried - Witzenhausen |

## Beschreibung
Die Naturparkfläche umfasst mit dem Gebiet des Hohen Meißner, des Ringgaus, dem Kaufunger Wald, wie auch der Söhre sowie großer Teile des Werratales mit seinen Auenbereichen und kulturhistorisch bedeutsamen Kirschplantagen ganz unterschiedlich ausgeprägten Naturräume in engster Nachbarschaft. Diese bilden die Grundlage für die große biologische Vielfalt der Region. Wichtige geologische und topografische Flächen sind die „Hessische Schweiz“ als bedeutsamstes Bergsturzgebiet Hessens und die vielerorts im Naturpark anzutreffende kleinstrukturierte Kulturlandschaft, die durch traditionelle Bewirtschaftungsformen wie die Schafbeweidung gepflegt und erhalten wird. Die Naturparkfläche ist durch eine Reihe von FFH-, Vogelschutz- (Natura-2000) und Naturschutzgebieten gekennzeichnet.
Kennzeichnend ist auch eine geologisch eng beieinanderliegende Vielfalt, hier treffen Schichten eines aus dem Tertiär vor etwa 12 Millionen Jahren stammenden Basalts und Sanden auf etwa 240 Millionen Jahre alte Muschelkalk-Ablagerungen und etwa gleich alten geschichteten Buntsandstein, sowie dem Kalk- und Dolomitgestein (Zechstein) des Zechsteinmeers und Resten eines 360 Millionen Jahre alten Grauwacke-Aufbruches im Unter-Werra-Sattel.

Blick vom Heldrastein über weite Teile des Geo-Naturparks
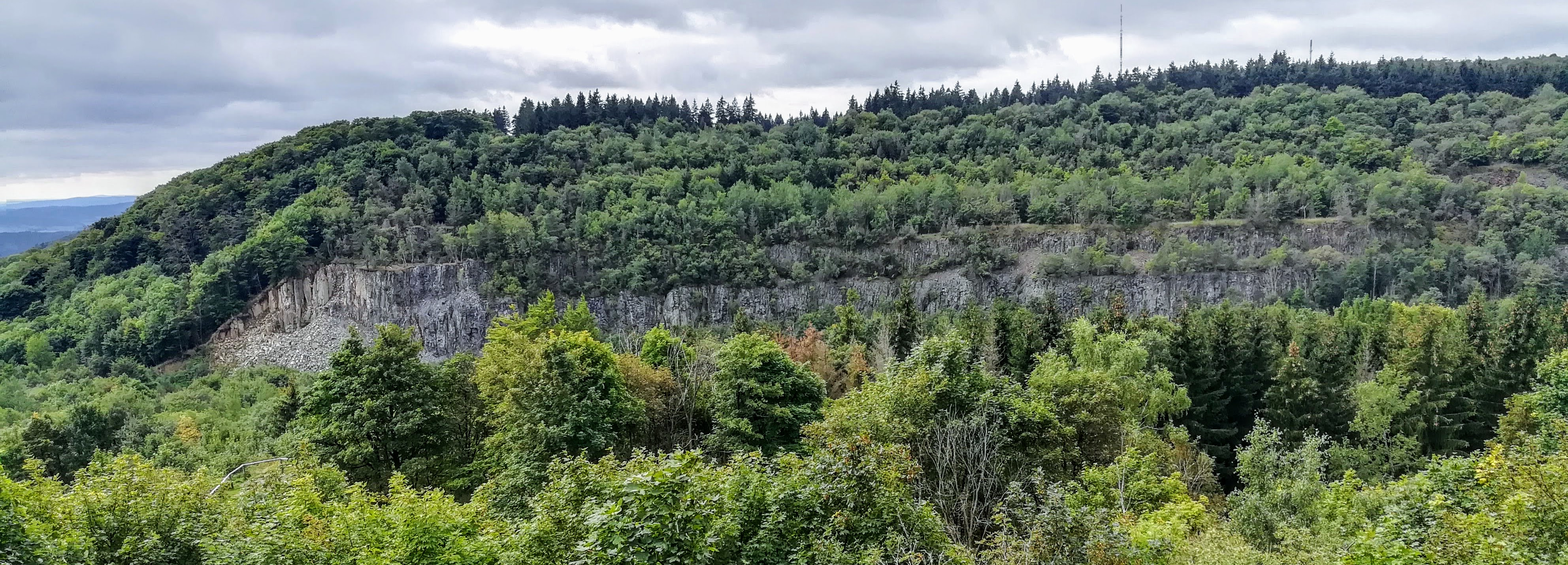
Links der Stinksteinfelsen und rechts langgestreckt die verschiedenen Ebenen des Basaltfels
Blick vom Plesseturm

## Geschichte
Der 1962 ausgewiesene Park hieß 55 Jahre lang Naturpark Meißner-Kaufunger Wald. Er war damals etwa 450 km² groß. Damit war er der drittkleinste hessische Naturpark. 2007 wurde die Parkfläche auf rund 930 km² erweitert und somit zum damals drittgrößten hessischen Naturpark. Er ist seit Februar 2017 etwa 1130 km² groß. Anlässlich dieser Erweiterung um Teile des Werratals wurde – als werbetauglichere Alternative zu "Meißner-Kaufunger Wald-Werratal" – der Park in Geo-Naturpark Frau Holle Land mit Namenszusatz Werratal.Meißner.Kaufunger Wald umbenannt.
Der neue Name des Parks soll bereits im Jahr 2003 durch den Hotelbesitzer Dovidat aus Witzenhausen vorgeschlagen worden sein. Seitens des Naturparks sei das Konzept lange Zeit abgelehnt worden. Die Stadt Hessisch Lichtenau nutzt den Begriff „Tor zum Frau Holle-Land“ seit langem als Werbeslogan, wobei die Figur seit dem Hessentag 2006 auch im Stadtbild präsent ist.
2022 schloss sich die Gemeinde Cornberg dem Geo-Naturpark Frau-Holle-Land an.

## Segelfluggelände Burgberg bei Witzenhausen
Auf dem Burgberg (215,2 m) zwischen Witzenhausen und dem Stadtteil Ermschwerd liegt das Segelfluggelände Burgberg bei Witzenhausen. Es wird von dem Luftsportverein Witzenhausen betrieben. Von dort kann man zu Rundflügen über den Geo-Naturpark abheben.